# بيت الشابري (الشاهل)

تعديل مصدري - تعديل

بيت الشابري هي إحدى قرى عزلة جانب اليمن بمديرية الشاهل التابعة لمحافظة حجة، بلغ تعداد سكانها 263 نسمة حسب تعداد اليمن لعام 2004.